# 斯韋爾努滕峰
72°40′S 3°9′W / 72.667°S 3.150°W
斯韋爾努滕峰，是南極洲的山峰，位於毛德皇后地的瑪塔公主海岸，處於約庫爾斯卡韋特嶺東面，挪威製圖師根據探險隊的測量和拍攝的空中照片繪入地圖，現時由南極條約體系管理。